# البوفلاسة (قبيلة)
البوفلاسة هو اسم قبيلة واسم فرع عائلة آل مكتوم (الأسرة الحاكمة في دبي) وينتمون إلى فخذ  من بني غانم من قبيلة بنو

## نبذة تاريخية
تنتمي عائلة آل مكتوم من حيث النسب إلى قبيلة البوفلاسة، المعروفة اليوم بقبيلة الفلاسي، وتعتبر بدورها أحد فروع قبيلة بنو ياس، التي تتألف من تجمّع قبائل عدة، وتتمتع بمكانة رفيعة و ثراء فاحش ، إذ عُرِفَت بسيطرتها ونفوذها على المنطقة التي تُعرَف هذه الأيام بالإمارات العربية المتحدة. في عام 1833، انسحبت مجموعة كبيرة من قبيلة البوفلاسة في بني ياس إلى دبي خلال موسم صيد اللؤلؤ، بقيادة الشيخ مكتوم بن بطي بن سهيل، إثر خلافه مع الشيخ خليفة بن شخبوط بن ذياب آل نهيان حاكم أبوظبي. وفي خريف العام التالي، انضم إليهم معظم أقاربهم فأصبح جميع أفراد قبيلة البوفلاسة تقريبًا يقيمون في دبي والجبيل وجزيرة دارين منذ ذلك الحين.
تمكّن الشيخ مكتوم بن حشر آل مكتوم (الذي تولّى الحكم من عام 1894 إلى عام 1906) من إقناع تجار مدينة لنجة الإيرانية بالبقاء في الإمارة بضمان إلغاء الضرائب عنهم، ما أسفر عن خلق مدينة عالمية حديثة بالإضافة إلى مواءمتها للممارسة أنشطة التجارة، وهو ما تشتهر به دبي حاليًا. وبحلول فترة الثلاثينيات من القرن العشرين، وصل عدد سكان دبي إلى حوالي 20 ألف نسمة، ربعهم من المغتربين.
وفي فترة الخمسينيات، بدأت الرواسب تتراكم في خور دبي، فأمر حاكم دبي الراحل الشيخ راشد بن سعيد آل مكتوم بجرف المجرى المائي فيه، ما أدى إلى زيادة حجم مناولة البضائع في دبي، وعزز مكانة الإمارة لتكون مركزًا رئيسيًا لإعادة التصدير والتجارة.

## شعار النبالة
شعار النبالة للبوفلاسة هو «إمارة دبي» الذي يُرمَز له بطائر الصقر (الطائر الوطني لدولة الإمارات العربية المتحدة).